# Jackson Dinky
A Jackson Dinky é uma guitarra Superstrat construída por Jackson Guitars. A "Dinky" tem este nome por ter o corpo um pouco menor que o tamanho normal (7/8). Normalmente, equipada com dois captadores humbuckers. Alguns modelos possuem captadores simples (de uma só bobina) ou apenas um único humbucker na ponte. A escala pode ser de ébano, jacarandá ou, mais recentemente, amieiro (Maple), com 24 trastes jumbo sendo o braço sempre parafusado ao corpo. A maioria das guitarras tem uma ponte Floyd Rose original ou licenciada, e uma trava de segurança no capotraste (nut) para ajudar a manter a afinação estável. Algumas Dinkys tem ponte fixa, ou pontes "String-thru". A Jackson Dinky geralmente é preferida por músicos de hard rock e heavy metal, porém a Dinky é versátil e utilizada em qualquer estilo.

## Os modelos
A Dinky é a Jackson mais comumente produzida hoje, com mais de 15 variações no mercado atual. Estão dispostas abaixo de acordo com a série definida pela Jackson Guitars.

### USA Select series
Há apenas uma Dinky nesta série: a DK1. Tem um corpo de amieiro e um braço de bordo parafusado. A escala de 24 trastes é de ébano. A ponte é uma Floyd Rose original double-locking (dupla-trava). Este modelo possui dois humbuckers EMG ativos. Um no braço e outro na ponte (H-H). Esta é a única Dinky, atualmente, feita nos EUA, e é um modelo de produção feito por luthiers. A faixa de preço de varejo é entre USD $ 1.800,00 - $ 2.400,00 dólares, dependendo do acabamento e pintura.

### Pro series

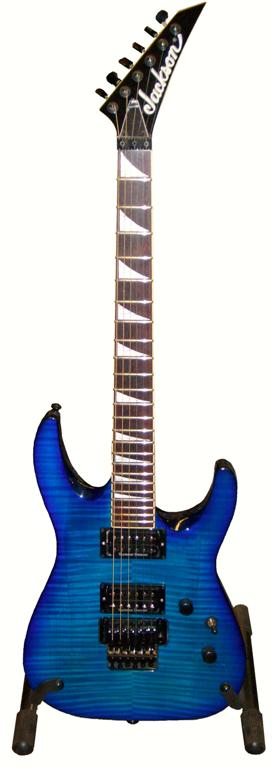
A trans-blue DK1.

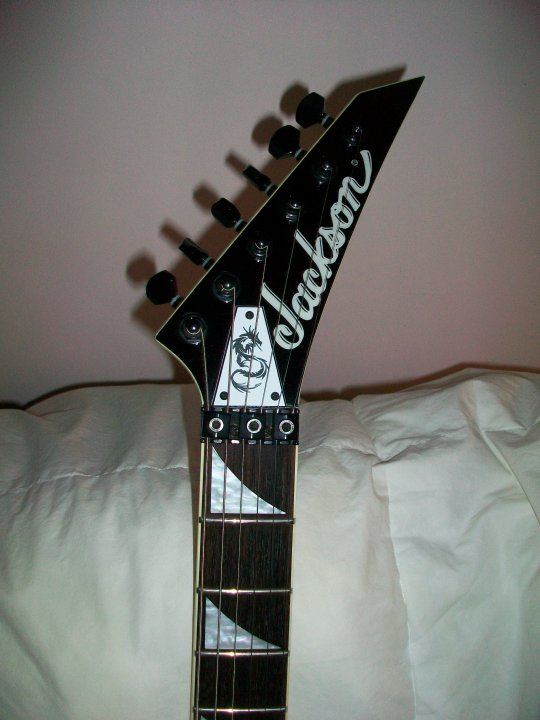
dk2 headstock custom truss rod cover.

A série Pro tem seis Dinkys. Todas variações do modelo básico: A DK2. As DK2s são feitas de amieiro com braço de bordo parafusado. A escala é de Jacarandá com 24 trastes. O modelo DK2 tem três captadores Seymour Duncan; dois são simples (single coil) e um humbucker. As variações incluem:
- DK2L: a versão para canhotos do DK2
- DK2M: A DK2 com amieiro, sem pintura e paleta de  bordo. Esta utiliza dois humbuckers (Seymour Duncan).
- DK2S: Uma DK2 com um captador alternativo 'Sustainiac Driver" no braço.
- DK2T': Uma DK2 com ponte "string-through-body" com Tune-O-Matic ajustável. Dois captadores humbucker Seymour Duncan.
- DK2FF: Uma DK2 com uma incrustação em chama de abalone no braço.
- DK2FS: Uma DK2 com "Firestorm Boost Switch" para ganho extra.

### Pro series Artist Signature
Há três Dinkys nesta série e cada um dos modelos da "Pro Series Artist Signature" dá um ganho particular ao projeto básico da Dinky.
- Christian Olde Wolbers Signature: Uma Dinky com uma pintura de camuflagem sobre o corpo e a paleta. A escala de ébano negro não tem incrustrações. Este modelo vem com um captador humbucking pickup EMG 81.
- Christian Olde Wolbers Signature 7-string: O único modelo profissional personalizado da Jackson a ser construída com sete cordas. Neste modelo o braço é de mógno parafusado ao corpo. Possui um único humbucker EMG 707.
- Adrian Smith San Dimas Dinky: Lançada em 2009, o guitarrista do Iron Maiden Adrian Smith agora tem uma Dinky assinada por ele. Fabricada nos USA, a Dinky vem com uma paleta no estilo San Dimas, e em dois diferentes modelos. Um modelo possui um braço de ébano com escudo branco. O segundo modelo vem com uma escala de bordo e um escudo preto. Ambas as guitarras possuem um captador humbucker DiMarzio Super Distortion na ponte, junto com dois captadores Fender Hot Samário e uma ponte Floyd Rose double-locking.

### MG series
A série MG possui três Dinkys. A DKMG apresenta um corpo de amieiro e um braço parafusado de bordo. A escala com 24 trastes é feita de jacarandá. O DKMG tem dois humbuckers EMG-HZ passivos (os modelos mais novos EMGs ativos consistem em 81 e 85) ao invés dos EMGs ativos que estão presentes no modelo DK1. O DKMG tem duas variações de modelo.
- DKMGT: A DKMG com uma ponte "string-trhough-body" ajustável.
- DXMG: A DXMG é uma DKMG com um corpo em basswood (a partir de 2006, ano anterior usava amieiro) e captadores alternativos (EMG-HZS). Mas a sua designação DX a coloca na série 'X-Series', tendo o braço/paleta com frisos e captadores diferenciando-a de uma DX10D. As DXMGs são produzidas atualmente no Japão e na Índia. Elas jamais foram feitas em algum outro país diferente dos dois já mencionados.

### X series
Existem dois modelos Dinky na série X: A DX10D. A DX10D tem um corpo basswood (versões anteriores usavam amieiro), com um braço em bordo parafusado. A escala de 24 trastes de jacarandá. Os captadores são projetados, mas não construídos, pela Seymour Duncan; ambos são humbucking. A DX10D possui uma ponte Floyd Rose lo-profile.
A segunda é a DX7. Uma variante de 7 cordas da guitarra acima, mas com o braço de bordo e o corpo de amieiro, uma escala de 22 trastes e uma ponte "string-through-body".

### Performer Series
A série Performer é, relativamente, a mais antiga da Jackson, antes da compra da Jackson pela Fender.
Este grupo inclui a Jackson RR7, uma Randy Rhoads de sete cordas, com ferragens de qualidade inferior. Esta série também incluiu a guitarras estilo dinky, que foram, na maioria das vezes, tendo 3 captadores humbucker, e a paleta reversa, 24 trastes e ponte Floyd Rose. Estas guitarras são norte-americanas e faturam mais do que modelos similares feitos nos dias de hoje.

### JS series
Há quatro modelos na série de Js.
- JS1: Dois humbuckers, ambos da Jackson. Tem uma ponte tradicional. O corpo é feito de Cedro Indiano e do braço de bordo.
- sedutores A JS20 possui as mesmas especificações básicas como o JS1, mas com a captação um pouco diferente. O JS20 possui dois captadores single coil e um humbucker.
- JS30DK: O JS30DK segue as mesmas especificações que o JS1, mas com  a captação igual a da JS20, 22 trastes, saindo do padrão da Jackson, de 24 trastes, e uma ponte double-locking. (Já não está em produção).
- JS30DKT Hardtail: A JS30DKT Hardtail é uma JS1 com a disposição dos captadores alternativa e uma ponte "string-through-body" ajustável. A disposição dos captadores consiste e dois humbuckers, ambos feitos por  Jackson.